# Wyprawa odwrotowa
Wyprawa odwrotowa (łac. expeditio reversalis) – wojna pomiędzy unią polsko-litewską a zakonem krzyżackim, trwająca od 13 lipca do 26 lipca 1419 roku. Podczas wojny nie doszło do znaczących starć militarnych, a głównym działaniem strony polskiej była wyprawa pospolitego ruszenia do Prus w lipcu 1419 r., zakończona odwrotem przed przekroczeniem granicy.

## Przyczyny wojny polsko-krzyżackiej w 1419 roku

### Polskie roszczenia terytorialne pod adresem zakonu krzyżackiego
W 1409 r. po 68 latach pokojowego współistnienia wznowiony został konflikt zbrojny pomiędzy zakonem krzyżackim a Królestwem Polskim. Bezpośrednią przyczyną wybuchu wojny było udzielenie przez Polskę poparcia znajdującej się pod presją Zakonu Litwie.
Na początku wielkiej wojny z Zakonem Królestwo Polskie nie sformułowało pod adresem państwa zakonnego wyraźnych żądań terytorialnych, jednakże bezpośrednio po rozgromieniu wojsk krzyżackich w bitwie pod Grunwaldem Polska zajęła Gdańsk, Toruń i Elbląg. Nowo mianowani polscy starostwie przyjęli hołdy lenne od przedstawicieli Pomorza, ziemi chełmińskiej, Warmii i Sambii. Jednocześnie Królewiec i ujście Pregoły oraz Niemna pozostawione zostały w litewskiej strefie wpływów.
Osiągnięte w 1410 r. kosztem państwa pruskiego zdobycze terytorialne nie zostały przez Unię Jagiellońską utrzymane: wycofanie koalicyjnej armii polsko-litewskiej z Prus jesienią 1410 r. umożliwiło Krzyżakom odzyskanie kontroli nad miastami i rozbicie propolskiej opozycji stanów. Przywódcy Gdańska i ziemi chełmińskiej ponieśli śmierć z rąk Krzyżaków.
Pokój toruński w 1411 roku ponownie zatwierdził zabór Pomorza i ziemi chełmińskiej przez Zakon.

### Procesy prawne o rewindykację spornych ziem
Pomimo zawarcia kończącego działania wojenne pokoju w Toruniu strona polska liczyła na rewindykację utraconych w XIV w. terytoriów na drodze prawnej, przed sądem króla niemieckiego Zygmunta Luksemburczyka Wykorzystując poprawę położenia międzynarodowego po zawarciu 15 marca 1412 roku traktatu pokojowego z Węgrami w Lubowli oraz podnosząc nieobowiązywanie zapisów pokoju toruńskiego 1411 roku, jako złamanych przez Krzyżaków, Polska sformułowała żądanie zwrotu ziem: pomorskiej, chełmińskiej i michałowskiej. Żądanie uargumentowano notoryjnym faktem przynależności tych ziem do Królestwa Polskiego.

### Militarne dążenie do rozstrzygnięcia sporu o Pomorze
Wyrok zatwierdzający utratę przez zakon lądowego połączenia Prus z Inflantami skutkował obaleniem wielkiego mistrza von Plauena przez frakcję opowiadającą się za unikaniem wojny, kierowaną przez wielkiego marszałka Michaela Küchmeistera 14 października 1413 roku. W układach w Grabiach na Kujawach w 1413 roku Polska zażądała Pomorza, chełmińskiej michałowskiej, Nieszawy, Orłowa, Murzynka, Drezdenka i Santoka oraz powiatu człuchowskiego, następnie zredukowała żądania do chełmińskiej, Nieszawy, Orłowa, Murzynka, Drezdenka i Santoka. Fiasko rokowań i osobistego spotkania króla Władysława II z wielkim mistrzem Küchmeisterem skutkowało wypowiedzeniem wojny Zakonowi przez Królestwo  29 czerwca 1414 roku i wezwaniem ludności Prus do przyłączenia się do Polski. Polskie roszczenia poparte zostały jedynie przez książąt i rycerzy ze Śląska, ludność Prus rozczarowana przedwczesnym odwrotem wojsk polsko-litewskich w 1410 roku zachowała  lojalność wobec władz w Malborku. Wobec niezdolności do zdobycia warownych miast wojna przybrała formę najazdu przeważających sił polskiego pospolitego ruszenia na Warmię i Prusy, bez strategicznych zdobyczy terytorialnych. Zakończyła się dwuletnim rozejmem, zawartym w Brodnicy 7 października 1414 roku na skutek działań dyplomatycznych antypapieża Jana XXIII. Strony zgodziły się ponownie poddać spór pod rozstrzygnięcie prawne podczas rozpoczętego 16 listopada 1414 roku soboru w Konstancji.

## Proces prawny w trakcie Soboru w Konstancji
Antypapież Jan XXIII nie odegrał na soborze w Konstancji większej roli, natomiast kontrolę nad procesem prawnym (processus iudicalis)  w zakresie konfliktu terytorialnego pomiędzy Królestwem Polskim a zakonem krzyżackim zachował król niemiecki Zygmunt Luksemburczyk. Delegacja polska podważała prawo do istnienia Zakonu, poprzez podważenie prawa do nawracania pogan siłą i odbierania im ziem oraz podważała przywileje papieskie dla Zakonu jako ustanowione jedynie przy szpitalu w Jerozolimie i nieobowiązujące poza Palestyną. Zdaniem strony polskiej bracia krzyżaccy powinni opuścić heretycki zakon, a poddani wypowiedzieć mu posłuszeństwo. Zakon powinien zostać zniszczony przez króla polskiego. Delegacja Zakonu broniła nadań od papieży i cesarzy oraz wskazywała, że Zakon napadany przez Polskę i jej pogańskich sojuszników jest zmuszony do prowadzenia wojny obronnej.
W trakcie procesu z inicjatywy Zygmunta Luksemburczyka rozejm brodnicki został przedłużony do 13 lipca 1418 roku w Konstancji oraz w trakcie zjazdu w Paryżu do 13 lipca 1419 roku
W maju 1419 roku Władysław II Jagiełło oraz Zygmunt Luksemburczyk potwierdzili na zjeździe w Koszycach wolę rozstrzygnięcia sporu przed sądem arbitrażowym króla niemieckiego, jednakże Zakon odrzucił sąd arbitrażowy odwołując się do sądu papieskiego. Przybyłym w kwietniu 1419 roku do Inowrocławia delegatom papieża Marcina V – Ferdynandowi biskupowi Lugano i Jakubowi biskupowi Spoleto – strona polska przedstawiła maksymalistyczne żądania, co zakończyło się wydaniem wyroku na korzyść Zakonu w oparciu o przedłożone przez Krzyżaków dokumenty nadań i traktatów pokojowych.

## Wyprawa odwrotowa
Król Władysław II i wielki książę Witold odrzucili to rozstrzygnięcie. Z braku instancji odwoławczej, korzystając z upływu rozejmu brodnickiego zwołali szlachtę do stawienia się w ramach pospolitego ruszenia w obozie pod Czerwińskiem do 13 lipca 1419 roku. W obozie w połowie lipca ratyfikowano, zawarty w czerwcu 1419 roku w Kopenhadze antykrzyżacki układ z władcą Unii Kalmarskiej Erykiem Pomorskim, wchodzący w życie od listopada. Pod koniec lipca wielka wyprawa pospolitego ruszenia wsparta posiłkami litewskimi oraz rusko-tatarskimi wyruszyła w kierunku granicy krzyżackiej. Wobec podważenia na soborze w Konstancji celowości dalszego trwania Zakonu nad Bałtykiem wytworzył się w Europie korzystny klimat dla propozycji przeniesienia Krzyżaków na wyspę Cypr.
Wobec realnego zagrożenia egzystencji państwa zakonnego w Prusach wielki mistrz Küchmeister podjął wysiłki celem uzyskania poparcia dyplomatycznego w Europie. Pod wpływem posłów papieża i króla Anglii zmienił swoje stanowisko, zgadzając się na rozstrzygnięcie sporu przez sędziego polubownego.
Wyprawa pospolitego ruszenia, wzmocniona posiłkowymi oddziałami litewskimi zmierzając ku granicy pruskiej zatrzymała się pod Bądzyniem. 26 lipca 1419 roku pod wpływem wysłannika króla Zygmunta, Bartłomieja da Capra, arcybiskupa Mediolanu, rozejm brodnicki przedłużono o rok. Król Władysław II zgodził się na rozstrzygnięcie sporu przez  króla niemieckiego, licząc na spełnienie polskich żądań bez konieczności prowadzenia wojny.
Pospolite ruszenie zostało zdemobilizowane, uczestnicy wyprawy wyzbyli się zgromadzonych na wojnę zapasów żywności, rozdając je miejscowej ludności. Decyzja Władysława II Jagiełły o odwołaniu najazdu na państwo pruskie rozczarowała jego polskich poddanych, a wyprawie pospolitego ruszenia nadano złośliwe określenie „wyprawa odwrotowa” (expeditio reversalis). Proluksemburską politykę króla krytykowano powszechnie jako kunktatorską. 

## Następstwa wyprawy

### Proces arbitrażowy
Powtórnie sformułowane przed sądem arbitrażowym Zygmunta Luksemburczyka żądania polskie obejmowały zwrot Polsce przez zakon Pomorza i ziem określonych w wyroku sądu papieskiego z 1339 roku. Zdaniem Polski traktaty pokojowe polsko-krzyżackie określające przebieg granicy były nieważne, gdyż zostały wymuszone przez Krzyżaków. Ponadto traktaty utraciły moc, gdyż Zakon złamał je aktami agresji na ziemie Królestwa – napadami oraz zagarnięciem ziemi dobrzyńskiej. Krzyżacy znający wyrok papieski z 1339 r. działali w trakcie negocjacji pokojowych w złej wierze: zrzeczenie się ziem będących integralną częścią Królestwa Polskiego przez króla stanowiło złamanie praw Królestwa i było sprzeczne z prawem naturalnym. Jednocześnie roszczenie nabycia spornych terytoriów przez Zakon Polska określiła jako niezgodne prawem kanonicznym.
Wydanie wyroku arbitrażowego nastąpiło pod wpływem przełomowych wydarzeń w królestwie czeskim – 30 lipca 1419 roku wybuchła w Pradze rewolucja husycka, a 16 sierpnia 1419 roku zmarł król Czech Wacław Luksemburski, brat przyrodni Zygmunta Luksemburczyka. Będący spadkobiercą korony król niemiecki znalazł się w konflikcie ze stanami czeskimi i aby zdobyć władzę zdecydował się na próbę opanowania Czech siłą. W konsekwencji Zygmunt Luksemburczyk dążył do zwiększenia swojej popularności w Niemczech oraz odwrócenia uwagi władz Polski od walk w Czechach i na zjeździe książąt Rzeszy we Wrocławiu 6 stycznia 1420 roku wydał skrajnie niekorzystny dla Królestwa Polskiego wyrok w sporze polsko-krzyżackim: na podstawie traktatów pokojowych z lat 1343 i 1411 arbiter przysądził zakonowi sporne ziemie chełmińską, michałowską i pomorską oraz sporne miejscowości graniczne, a ponadto posiadaną przez Litwę Żmudź. W reakcji przedstawiciele dyplomatyczni króla Władysława II odrzucili wrocławski wyrok arbitrażowy, od którego przygotowano apelację do papieża.

### Zwrot polityczny
Bezowocna polityka współpracy z Zygmuntem Luksemburczykiem skutkowało antyluksemburskim zwrotem w polityce zagranicznej Unii Jagiellońskiej: pod wpływem nacisku oburzonej szlachty, zebranej w lipcu 1420 roku na zjeździe w Łęczycy wpływy stracił główny przedstawiciel stronnictwa luksemburskiego kanclerz Wojciech Jastrzębiec. Przeważył pogląd grupy kierowanej przez braci Piotra i Jana Szafrańców o konieczności współpracy z czeskimi husytami.

### Wzrost znaczenia politycznego szlachty
Olbrzymia armia zebrana w drodze pospolitego ruszenia na wyprawę w 1419 roku była kolejnym zjazdem polskiej szlachty zwołanym w celu militarnym w ciągu kilku lat. Regularnie gromadzące się na zjazdy w celach wojennych rycerstwo nabrało przekonania o dużym znaczeniu szlacheckiego wojska dla realizacji polityki króla. Powszechne rozczarowanie krzyżacką polityką Władysława II Jagiełły po wielkiej wojnie  oraz przekonanie o błędnej polityce magnatów z otoczenia króla skutkowało rozwojem idei konieczności udziału także średniej szlachty w rządach nad Królestwem oraz reformy przedstawicielstw stanów. Doprowadziło to do sformułowania postulatów politycznych i prawnych zagwarantowania roli szlachty w formie przywilejów, postawionych podczas zjazdu pospolitego ruszenia w Czerwińsku, zwołanego celem podjęcia działań zbrojnych w kolejnej wojnie przeciwko zakonowi krzyżackiemu.